# Signaal 1 en 2
Signaal 1 en 2 is een beeld in de openbare ruimte, bestaande uit twee samengestelde vormen, dat oorspronkelijk in Amsterdam-Zuid stond. Het kreeg in 2024 een plaats in de museumtuin van het Amsterdams Rijksmuseum.

## Jaren zestig
Kunstenaar Carel Visser maakte dit abstracte beeld echter voor een andere instelling in een andere stad. Het werd ontworpen ter begeleiding en oplevering van het kantoor van de Postcheque- en Girodienst in Den Haag. Het maakt vermoedelijk deel uit van de 1%-regeling waarbij één procent van de bouwprijs werd ingeruimd voor kunst in de (semi-)openbare ruimte. Visser maakte twee identieke beelden, die bestaan uit lijnen, vlakten, volumes in verschillende kleuren. Ze zijn daarbij van staal en lood en kregen een betonnen sokkel dan wel voetstuk. Versie 1 en 2 zijn (vrijwel) bedoeld identiek, ze worden echter gedraaid ten opzichte van elkaar geplaatst waardoor het twee verschillende beelden lijken. Het gebouw (1963) aan de Prinses Beatrixlaan ontworpen door Broekbakema had een onopvallende ingang en Signaal 1 en 2 moesten die meer nadruk te geven. Opvallend is dat het gebouw van De Nederlandsche Bank van Marius Duintjer ook een beeld had ter benadrukking van de ingang, in dat geval La demeure humaine van Ossip Zadkine. De twee beelden van Visser pasten met hun brutalistische stijl (gietvormen zijn soms zichtbaar) bij de bouwstijl van het kantoor.

## 2024
De beelden leken verloren te zijn gegaan, nadat het gebouw na amper veertig jaar alweer tegen de vlakte ging. Niemand wist wat ze moesten aanvangen met deze klompen staal en beton. Het bedrijf dat ze had weggehaald sloeg ze op op een werfterrein en de beelden begonnen op hun kant aan een slijtageslag tegen het klimaat van regen, wind en zon. Het Rijksmuseum onder leiding van curator Ludo van Halem en directeur Taco Dibbits kreeg lucht van deze verdwenen beelden en er begon een jarenlange zoektocht, waar bij de twee beelden herontdekt werden. Onder beheer van de restauratiedienst van het museum en sponsoring door KPN (verre opvolger van Postcheque- en Girodienst) werden de beelden in een fabriekshal gedemonteerd, gerenoveerd en weer in elkaar gezet. Ze werden met een dieplader naar de Hobbemakade gebracht om van daaruit met een hoogwerker op hun nieuwe plaats gezet te worden. Het Rijksmuseum wist ondertussen ook de ontwerptekeningen van de beelden te bemachtigen. Zij maakten deel uit van een kleine tentoonstelling gewijd aan de beeldengroep. Daar waar ze binnen het brutalisme pasten bij het Haagse gebouw, contrasteren ze sterk van de 19e-eeuwse gevelelementen en tuininrichting van genoemd museum, hetgeen niet tot ieders genoegen was/is. Overigens scheiden Vissers beelden het museum van industriële ontluchtingsroosters.
Op 4 december 2024 was de renovatie terug te zien in het programma Geheimen van het museum; een programma over restauratie binnen de collectie van het museum. 